# Katarzyna Meronk
Katarzyna Meronk (ur. 26 maja 1976 w Szczecinie) – polska artystka graficzka i malarka.

## Życiorys
Ukończyła studia na wydziale grafiki Wyższej Szkoły Sztuki Użytkowej w Szczecinie (2000). W latach 2000–2003 W 2006 r. ukończyła studia na wydziale grafiki Europejskiej Akademii Sztuk w Warszawie.

## Wystawy
- 1997 – Międzynarodowa wystawa plakatu – Berlin (wystawa zbiorowa)
- 1998 – Galeria Brama – Szczecin (wystawa indywidualna malarstwa)
- 2001 – Galeria Gabels Kaffe – Oslo (wystawa indywidualna grafiki)
- 2002 – Galeria Ord & Bilde – Oslo (wystawa indywidualna grafiki)
- 2003 – Galeria Nobels – Oslo („Grafika i olej” – wystawa indywidualna)
- 2003 – Galeria Ateneum Młodych – Warszawa („Artystyczna idea na Święta” – wystawa zbiorowa)
- 2005 - Galeria Ateneum Młodych – Warszawa („Oczekiwanie. Malarstwo i rysunek” – wystawa indywidualna)
- 2006 - Galeria Ateneum Młodych – Warszawa („Powiększenie” – wystawa indywidualna)